# Valledoria
Valledoria (Codaruìna in gallurese e sassarese, Cogas in sardo) è un comune italiano di 4 289 abitanti, facente parte della Rete metropolitana del Nord Sardegna, della città metropolitana di Sassari in Sardegna.

## Geografia fisica

### Territorio
Situato nella regione dell'Anglona, il paese si affaccia sul golfo dell'Asinara, nei pressi della foce del fiume Coghinas; nel suo territorio scorre anche il fiume Badu Crabili.

## Storia

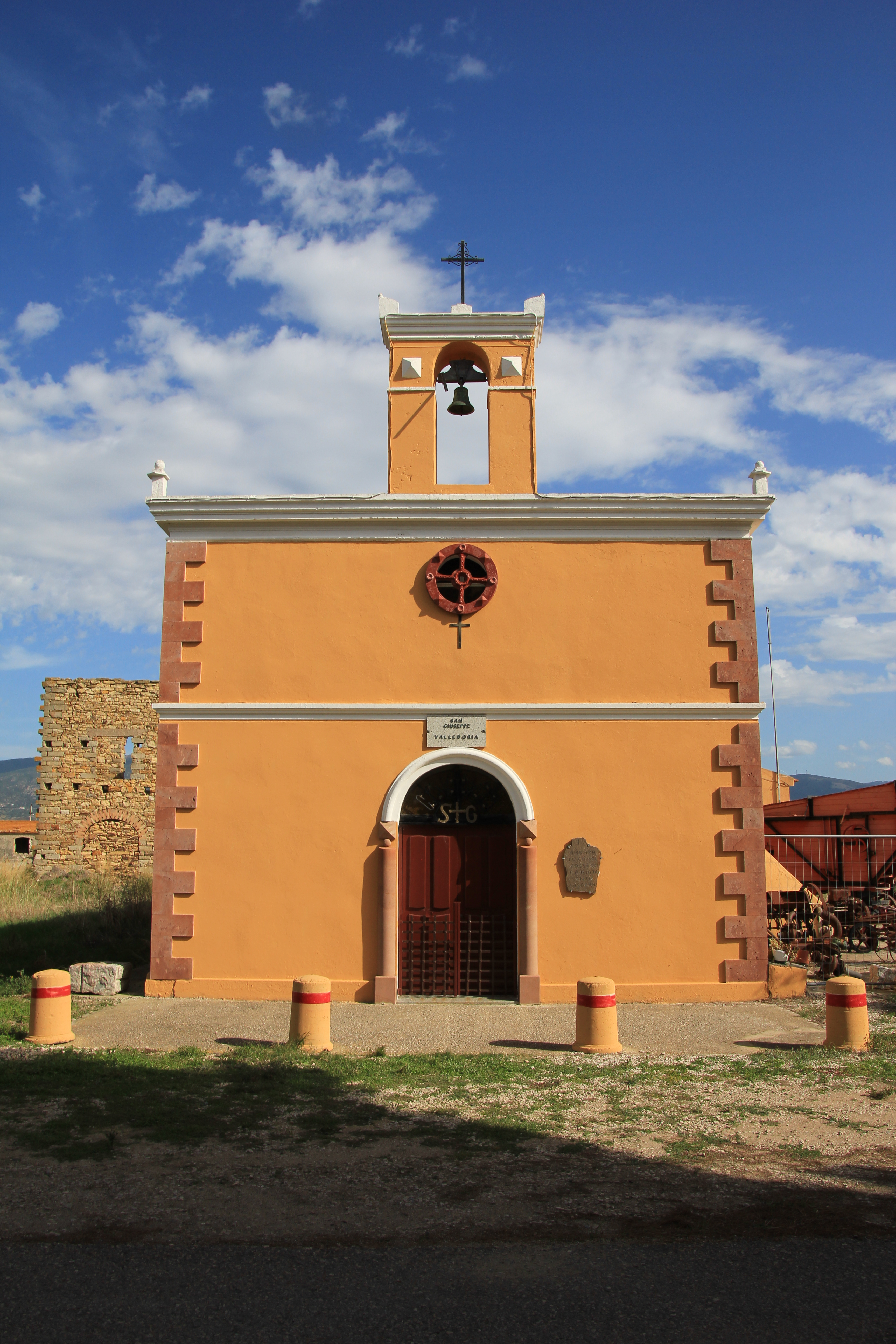
Chiesa di San Giuseppe

Valledoria ha assunto questo toponimo in seguito alla costituzione di comune autonomo agli inizi degli anni sessanta del novecento.
Il toponimo tradizionale con il quale è comunemente conosciuto è Codaruina, una parola composta dai termini latini Coda e Ruina, ad indicare la periferia delle rovine dell’antica città di Ampurias.
Per tutto il medioevo nell’antica città di Ampurias vi era la sede episcopale omonima conosciuta anche come Flumen. L’antica decadde e la sede vescovile fu trasferita nella città regia di Castel Aragonese, odierna Castelsardo.
Nella seconda metà del XIII sec. l’intero territorio della curatoria dell'Anglona passò sotto il controllo della famiglia Doria, di origini genovesi, insieme con la maggior parte del territorio dell’antico Giudicato di Torres.
Con la conquista aragonese divenne feudo dei Centelles, che si fregiarono tra gli altri del titolo di Conti di Coghinas.
Le guerre e le grandi pestilenze dei secoli successivi portarono allo spopolamento del territorio che si riprese demograficamente a partire dalla seconda metà del XVIII secolo.

### Simboli
Lo stemma e il gonfalone del comune di Valledoria sono stati concessi con decreto del presidente della Repubblica del 30 luglio 2001.
Il gonfalone è un drappo partito di bianco e di rosso

## Società

### Evoluzione demografica
Abitanti censiti

### Etnie e minoranze straniere
Secondo i dati dell'ISTAT la popolazione straniera residente al 31 dicembre 2010 era di 124 persone pari al 3% della popolazione totale.
Le nazionalità più rappresentate erano:
- Romania 41
- Cina 20
- Germania 14
- Lettonia 2

### Lingue e dialetti
Nel comune di Valledoria si parla una variante del castellanese: il sedinese.

## Amministrazione

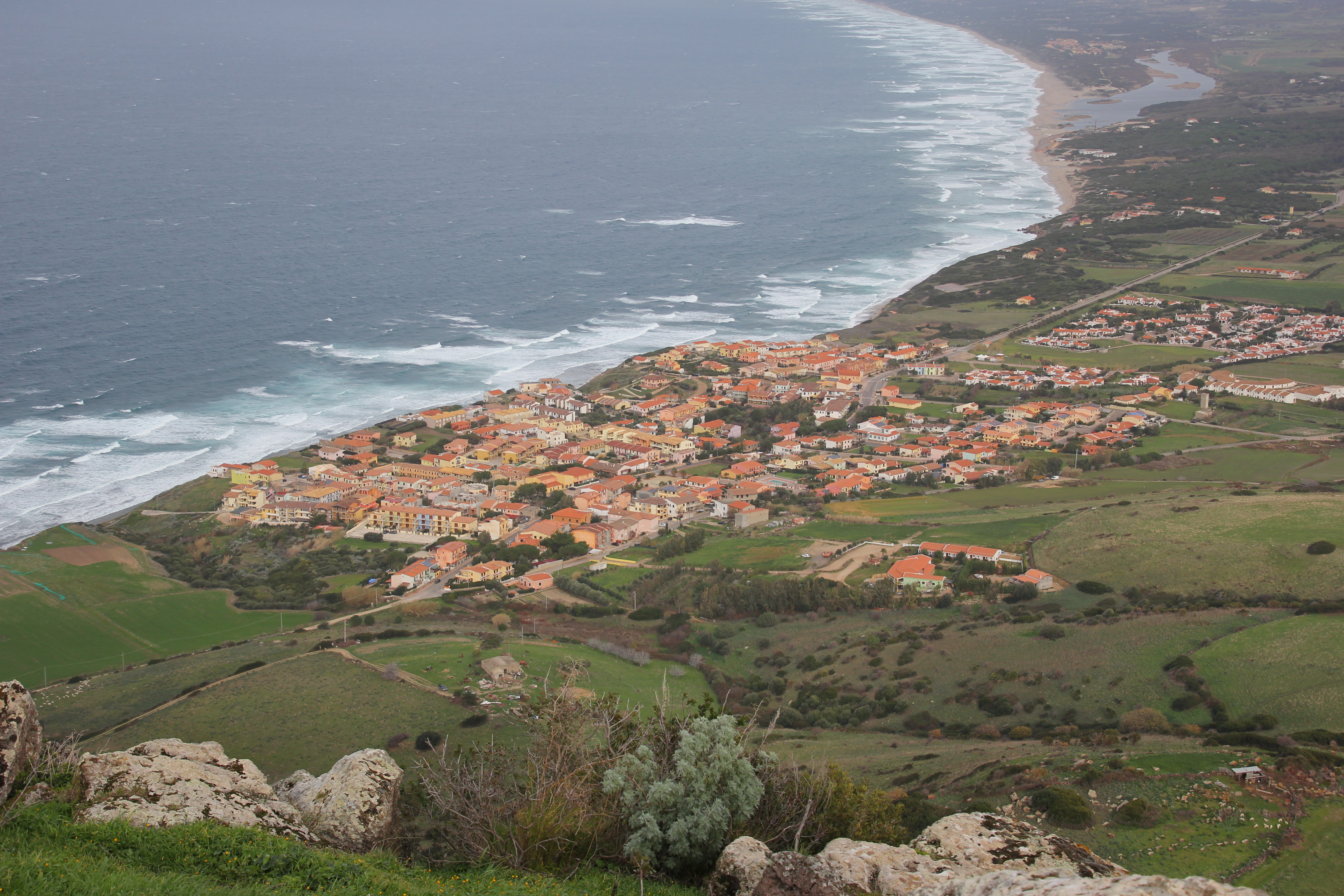
Frazione di La Ciaccia

| Periodo         | Periodo         | Primo cittadino       | Partito                                  | Carica                    | Note   |
| --------------- | --------------- | --------------------- | ---------------------------------------- | ------------------------- | ------ |
| 12 giugno 1994  | 24 maggio 1998  | Carlo Sechi           | PPI                                      | Sindaco                   | [ 6 ]  |
| 24 maggio 1998  | 26 maggio 2002  | Salvatore Andrea Pala | lista civica                             | Sindaco                   | [ 7 ]  |
| 26 maggio 2002  | 27 maggio 2007  | Salvatore Andrea Pala | lista civica                             | Sindaco                   | [ 8 ]  |
| 27 maggio 2007  | 10 giugno 2012  | Tore Terzitta         | lista civica                             | Sindaco                   | [ 9 ]  |
| 10 giugno 2012  | 11 giugno 2017  | Tore Terzitta         | lista civica "Uniti per Valledoria"      | Sindaco                   | [ 10 ] |
| 11 giugno 2017  | 29 gennaio 2020 | Paolo Spezziga        | lista civica "Rinnovamento e Esperienza" | Sindaco                   | [ 11 ] |
| 29 gennaio 2020 | 26 ottobre 2020 | Lorenzo Moretti       |                                          | commissario straordinario |        |
| 26 ottobre 2020 | in carica       | Marco Muretti         | lista civica "Noi, Valledoria!"          | Sindaco                   | [ 12 ] |

## Sport

### Vela
Dal 2007 è presente a Valledoria un centro velico, gestito dalla onlus Playa Sardinia, che promuove attività ecocompatibili e tutela ambientale sul territorio.
Sono disponibili derive a vela di diverse tipologie, in un ambiente particolarmente adatto all'apprendimento e alla frequente navigazione.
Tramite la foce è poi possibile accedere al mare, per navigazioni ad ampio raggio, verso Castelsardo o Isola Rossa.
La buona frequenza di vento rende questo spot particolarmente interessante tutto l'anno.

### Kite Surf & wind surf
Il kite surf ha visto in questi ultimi anni una sempre più crescente frequentazione diffusione, grazie all'ampio specchio di acqua piatta della foce del Coghinas, che consente transizioni, salti e manovre quando le condizioni del mare diventano estreme.
Vengono assiduamente praticati windsurf e kite surf, presso la spiaggia di San Pietro e la frazione della Ciaccia.
Meta da sempre dei windsurfisti di tutta Europa, la frazione de La Ciaccia è particolarmente rinomata per il wave riding con mare formato dal maestrale. Nella spiaggia di San Pietro sono invece possibili salti e surfate a tutta velocità, con vento di grecale.
Il territorio è particolarmente favorito da un clima mite e temperato durante tutto l'anno, e un'alta frequenza di giornate/mese con vento sopra i 12 nodi, rende le condizioni meteo particolarmente attrattive per i principianti e i velisti esperti.

### Calcio
Nel comune hanno sede tre società di calcio, la Polisportiva Valledoria, l'Ampurias e l'ASD Codaruina: la prima, che milita in Prima Categoria, fu fondata nel 1951 ed ha avuto come massimi traguardi la partecipazione per otto volte al campionato di Eccellenza regionale. Nel suo palmarès ci sono la vittoria del campionato di Prima Categoria Sardegna nel 1990-1991, la vittoria della Coppa Italia Dilettanti di Promozione Sardegna negli anni 2008-2009 e 2018-2019 e il titolo della Supercoppa Regionale nella stagione 2018-2019. 
L'Ampurias, fondata nel 1981, si occupa solo dei settori giovanili mentre l'ASD Codaruina è attiva dal 2011 e milita in Seconda Categoria.